# Clare (Michigan)
Clare é uma cidade localizada no estado americano de Michigan, no Condado de Clare e Condado de Isabella.

## Demografia
Segundo o censo americano de 2000, a sua população era de 3173 habitantes.
Em 2006, foi estimada uma população de 3196, um aumento de 23 (0.7%).

## Geografia
De acordo com o United States Census Bureau tem uma área de
8,3 km², dos quais 8,1 km² cobertos por terra e 0,2 km² cobertos por água. Clare localiza-se a aproximadamente 255 m acima do nível do mar.

## Localidades na vizinhança
O diagrama seguinte representa as localidades num raio de 24 km ao redor de Clare.